# Hiunaukko
Hiunaukko är en fjärd i Finland. Den ligger i kommunen Nystad i landskapet Egentliga Finland, i den sydvästra delen av landet, 210 km väster om huvudstaden Helsingfors.